# PGC 1675019
LEDA/PGC 1675019 ist eine Galaxie im Sternbild Herkules am Nordsternhimmel. Sie ist schätzungsweise 790 Millionen Lichtjahre von der Milchstraße entfernt und hat eine Ausdehnung von etwa 285.000 Lichtjahren. Vom Sonnensystem aus entfernt sich das Objekt mit einer errechneten Radialgeschwindigkeit von näherungsweise 17.500 Kilometern pro Sekunde.
Im selben Himmelsareal befinden sich unter anderem die Galaxien NGC 6641, PGC 61907, PGC 61918, PGC 1674015.